# ISI Dangkor Senchey FC
Der ISI Dangkor Senchey Football Club (Khmer ក្លឹបបាល់ទាត់អាយអេសអាយដង្កោសែនជ័យ), auch als ISI DSC FC bekannt, ist ein kambodschanischer Fußballverein aus der Hauptstadt Phnom Penh. Eigentümer des Vereins ist die ISI Group. Aktuell spielt der Verein in der höchsten Liga des Landes, der Cambodian League.

## Erfolge
Cambodian League 2
- Kambodschanischer Zweitligavizemeister: 2021, 2022  ▲

## Stadion
Der Verein trägt seine Heimspiele im AIA Stadium, KMH PARK in Phnom Penh aus. Das Stadion hat ein Fassungsvermögen von 3000 Personen.

## Saisonplatzierung
| Saison  | Liga                     | Level | Platz |
| ------- | ------------------------ | ----- | ----- |
| 2020    | Cambodian League 2       | 2     | 4.    |
| 2021    | Cambodian League 2       | 2     | 2.    |
| 2022    | Cambodian League 2       | 2     | 2. ▲  |
| 2023/24 | Cambodian Premier League | 1     | 6.    |
| 2024/25 | Cambodian Premier League | 1     | 7.    |

## Trainer
| Name         | von            | bis |
| ------------ | -------------- | --- |
| Jean Botioba | 1. Januar 2020 |     |

## Aktueller Kader
Stand: 10. September 2023
| Nr. |                | Position | Name                  |
| --- | -------------- | -------- | --------------------- |
| 1   | Kambodscha     | TW       | Chantha Chheng        |
| 2   | Kambodscha     | AB       | Chanpraseth Sek       |
| 3   | Kambodscha     | AB       | Sarat Keo             |
| 4   | Kambodscha     | AB       | Chandara Chea         |
| 5   | Sierra Leone   | MF       | Umaru Samura          |
| 6   | Osttimor       | MF       | Jhon Frith            |
| 7   | Kambodscha     | MF       | So Phea Duch          |
| 8   | Kambodscha     | MF       | Sotherith Un          |
| 9   | Kambodscha     | ST       | Sen Kang              |
| 10  | Elfenbeinküste | ST       | Abdel Kader Coulibaly |
| 11  | Kambodscha     | ST       | Taimou Sary           |
| 14  | Kambodscha     | MF       | Navin Chem            |
| 16  | Kambodscha     | MF       | Math Ya               |
| 17  | Kambodscha     | MF       | Vichet Tray           |

| Nr. |            | Position | Name               |
| --- | ---------- | -------- | ------------------ |
| 18  | Kambodscha | MF       | Rozzan Dor         |
| 20  | Kambodscha | ST       | Soknet Hav         |
| 21  | Kambodscha | AB       | T-Hiet Eal         |
| 22  | Kambodscha | TW       | Kakada Ly          |
| 27  | Kambodscha | MF       | Ly Mizan           |
| 30  | Korea Sud  | AB       | Cheon Jin-ryeong   |
| 31  | Kambodscha | TW       | Chanvuthy Kong     |
| 32  | Kambodscha | MF       | Ratana Eam         |
| 36  | Kambodscha | AB       | Chin Vannak        |
| 43  | Japan      | AB       | Kazu Yanagidate    |
| 70  | Kamerun    | ST       | Louis Willy Ndongo |
| 93  | Kambodscha | AB       | Kem Vanda          |
| 99  | Kambodscha | AB       | Chanrothana Som    |

## ISI Dangkor Senchey FC B
Der ISI Dangkor Senchey Football Club B ist die zweite Mannschaft des Erstligisten ISI Dangkor Senchey FC. Die Saison 2023/24 spielte die B-Mannschaft in der zweiten Liga, der Cambodian League 2. Hier belegte sie einen fünften Tabellenplatz.

### Saisonplatzierung
| Saison  | Liga               | Level | Platzierung |
| ------- | ------------------ | ----- | ----------- |
| 2023/24 | Cambodian League 2 | 2     | 5.          |